# Hyuna
Kim Hyun-ah (Koreaans: 김현아; Seoel, 6 juni 1992), bekend onder de artiestennaam Hyuna, is een Zuid-Koreaans zangeres, model, songwriter, danseres en ontwerpster.
Hyuna combineert verschillende muziekstijlen, waaronder rap, dance, hiphop, r&b en K-pop. Naast haar solowerk was Hyuna lid van de meidengroep 4Minute. Ze maakte ook deel uit van de meidengroep Wonder Girls, maar die verliet ze in 2007. Een duet met PSY en haar verschijning in de videoclip bij het nummer Gangnam Style zorgde ervoor dat ze ook bekendheid verwierf buiten Zuid-Korea. Van januari 2019 tot 2022 stond ze onder contract van PSY's platenlabel P Nation.

## Ep's
- Bubble Pop! (2011)
- Melting (2012)
- A Talk (2014)
- A+ (2015)
- A'wesome (2016)
- Following (2017)
- I'm Not Cool (2021)
- 1+1=1 (2021)
- Nabillera (2022)